# Arqueología de los naufragios

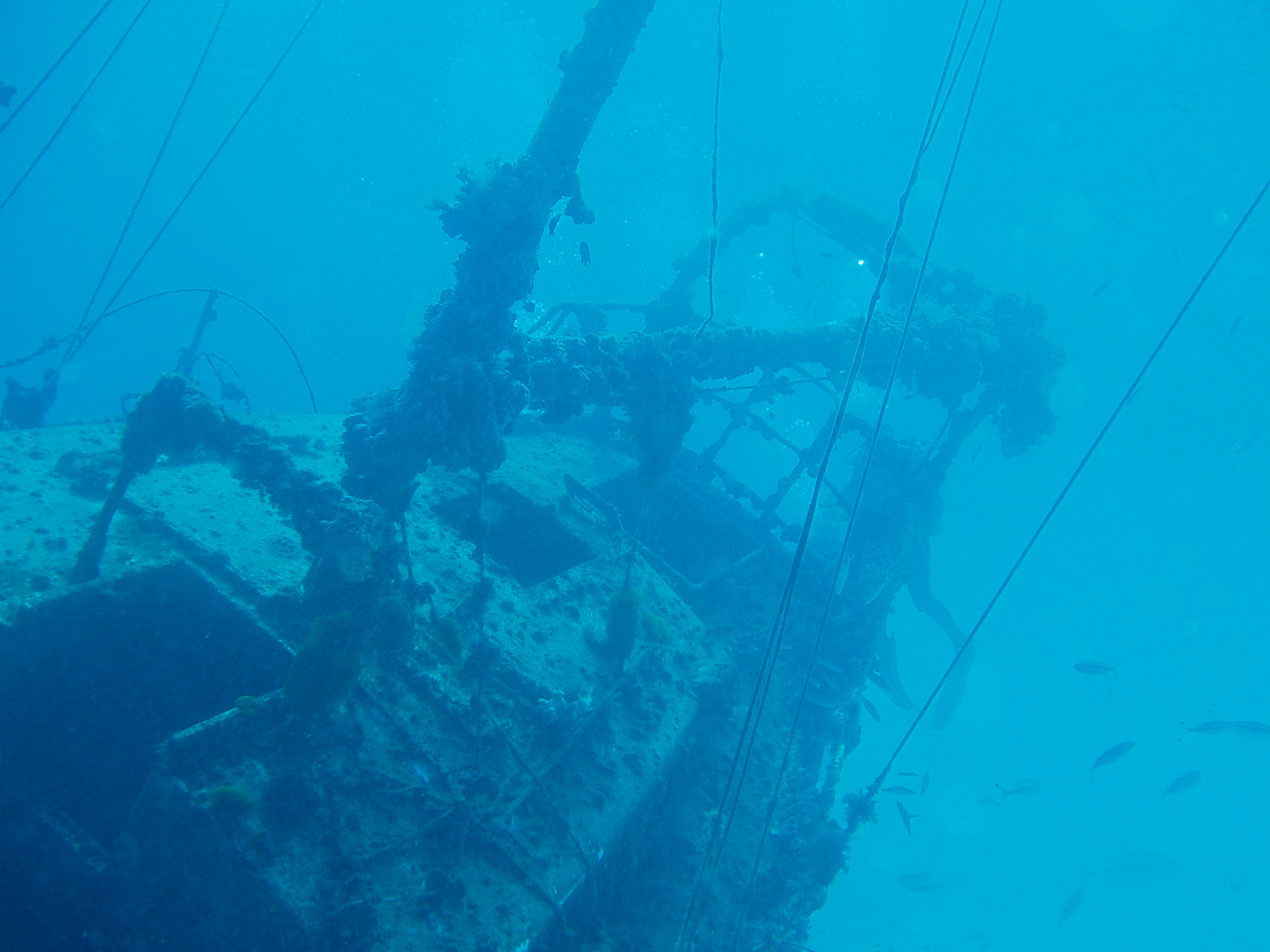
El naufragio del Severance, un naufragio moderno con la estructura intacta.

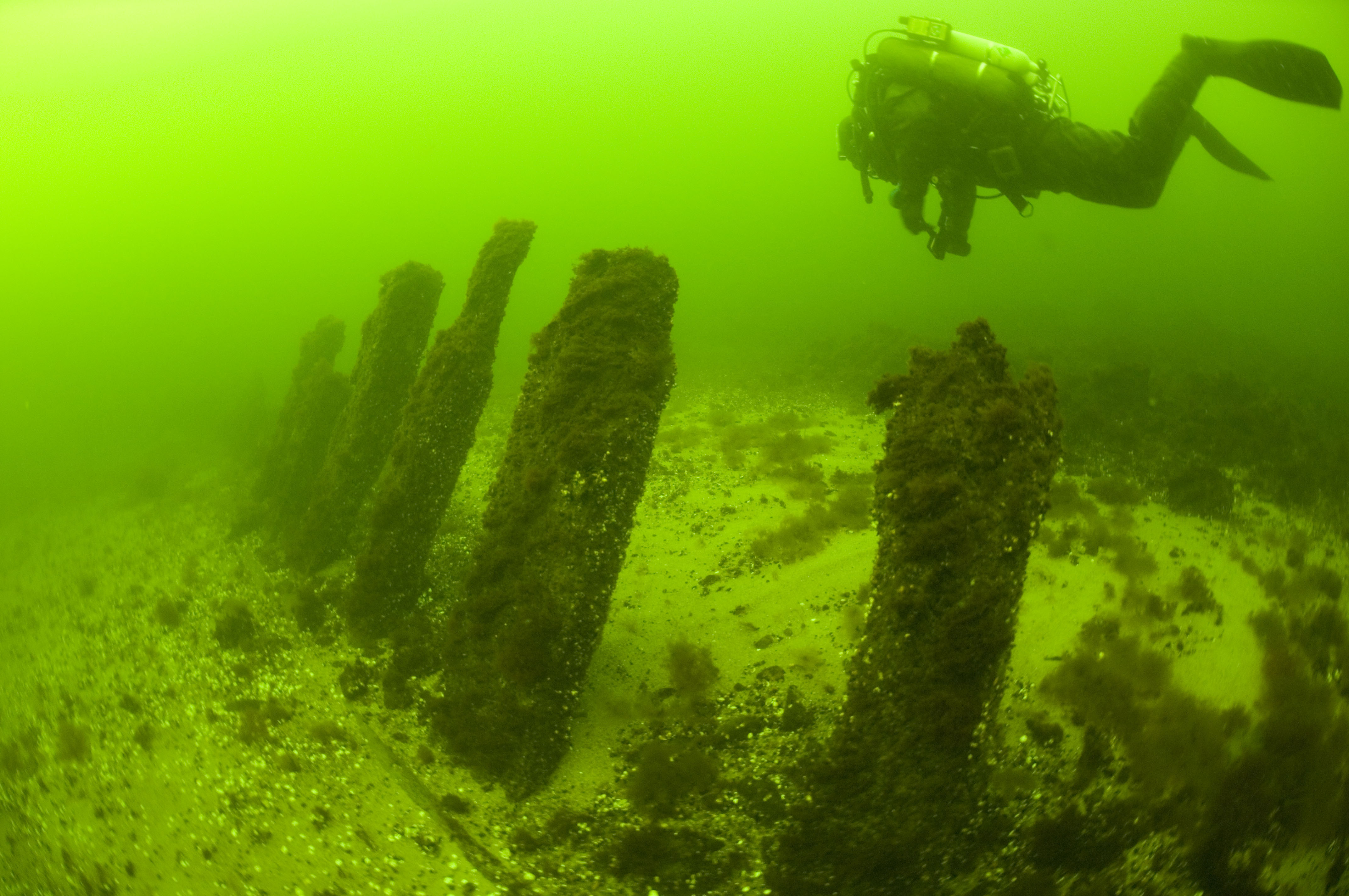
Expedición a un naufragio en la Bahía de Tallin.

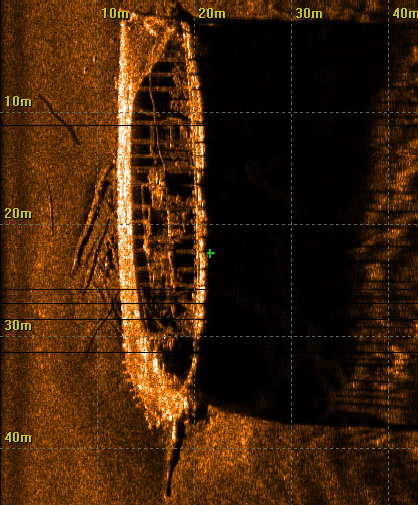
Imagen de un sonar de barrido lateral del naufragio del "Aid" en Estonia.

La arqueología de los naufragios es el campo de la arqueología especializado en el estudio y la exploración de los naufragios. Sus técnicas combinan aquellas de la arqueología con las del submarinismo.

## Introducción
Una comprensión de los procesos por los cuales el sitio de un naufragio se va conformando, es importante para poder tener en cuenta las distorsiones que sobre el material arqueológico produce el filtrado y mezclado de los restos materiales durante y con posterioridad al proceso de hundimiento.
Cuando un barco naufraga, sufre un gran número de cambios de estado hasta que finalmente los restos alcanzan un equilibrio con el entorno que les rodea.  Inicialmente, el proceso de naufragio de un barco operativo, una forma organizada por los humanos, pasa a un estado inestable subacuático de la estructura y los artefactos. Las fuerzas naturales actúan sobre el naufragio durante el proceso de hundimiento y continúan actuando hasta que se alcanza un equilibrio. Los objetos pesados se hunden rápidamente, los objetos livianos pueden derivar antes de hundirse, mientras que los elementos flotantes pueden ser arrastrados a sitios muy distantes. Ello produce un filtrado y mezclado de los restos materiales. La llegada brusca de una estructura al fondo del mar cambiará las corrientes marinas en su inmediación, a menudo dando lugar a nuevos patrones de circulación y deposición en el fondo marino. Una vez sumergido, los procesos químicos y la acción de los organismos biológicos contribuirán a su desintegración. Los humanos puede que intervengan en cualquier punto de estos procesos, como por ejemplo extrayendo o recuperando elementos valiosos del naufragio.
Antes de naufragar, el barco ha operado como una máquina organizada, y su tripulación, equipo, pasajeros y carga deben ser considerados como un sistema. Los restos materiales proveen pistas sobre la capacidad marinera, navegación y propulsión como también de la vida a bordo.
Finalmente el barco como medio de transporte puede ser considerado como un elemento parte de un sistema social, político y económico geográficamente disperso. Los barcos de guerra imponen decisiones políticas mediante la fuerza; los cargueros existen en un sistema de comercio; mientras que los barcos de pasajeros dan pistas sobre las clases sociales y estructura. El estatus social también puede existir dentro del barco, por ejemplo, la segregación entre los oficiales y los marineros.

## Convención de la UNESCO
Los naufragios que han estado sumergidos durante cien años o más son protegidos por la Convención de la UNESCO sobre la Protección del Patrimonio Cultural Subacuático tal y como establece el artículo 1 de dicha Convención. Esta Convención tiene como objetivo prevenir el saqueo y la destrucción o la pérdida de información histórica y cultural, así como también la protección in situ del patrimonio cultural subacuático. Mediante un marco legal internacional se ayuda a los Estados miembros a proteger su patrimonio cultural subacuático.

## Teorías arqueológicas sobre los naufragios

### Modelo de Muckelroy
En 1976 Keith Muckelroy propuso un modelo sistemático para caracterizar e interpretar la arqueología de los naufragios  El modelo de sistema de Muckelroy describe la evolución de los restos materiales del barco durante l proceso de hundimiento, las operaciones subsiguientes de rescate y desintegración y acomodamiento de los restos producto de factores ambientales.  Si bien Muckelroy consideró en su modelo tanto procesos naturales como también la actividad humana, investigaciones posteriores han expandido los factores ambientales aunque poco se agregó sobre los efectos de la interacción humana.

### Considerando la intervención humana
Un trabajo de Martin Gibbs en 2006, expande el modelo de Muckelroy para considerar el comportamiento humano durante el desastre y las relaciones de largo plazo entre las personas y los naufragios. Este modelo utiliza estudios del comportamiento de los humanos que se han visto involucrados en desastres para caracterizar la actividad humana en fases.  Este modelo considera las siguientes fases:
- Fase de amenazas pre-impacto, durante la cual los humanos consideran el riesgo en que pueden incurrir si no toman acción que puede resultar en que el naufragio no se produzca, o pueden realizar acciones fallidas para mitigar la amenaza percibida, por ejemplo la posición del naufragio puede deberse a los intentos de evitar una amenaza mayor.
- Fase de advertencia pre-impacto, en la cual los humanos pueden tomar medidas drásticas para evitar la catástrofe, por ejemplo, dirigir el barco  a tierra, deshacerse de la carga o cortar el ancla.
- Impacto, en la cual se toma la decisión de abandonar el barco o permanecer a bordo, y por ejemplo intentar reflotarlo.
- Post impacto, en la cual los sobrevivientes se reagrupan y, por ejemplo, intentan salvar sus bienes o realizar reparaciones.
- Rescate y post desastre en la cual se abandona el barco y otros grupos de personas pueden estar involucrados para el salvamento o quitar los restos que representan un riesgo para la navegación.

## Naufragios recuperados gracias a la arqueología subacuática
- Naufragio del navío "Nuestra Señora de Atocha": la embarcación, construida en La Habana en 1620, fue un galeón de la "Flota de las Indias" que transportaba valiosos cargamentos de oro y plata provenientes de América. Este galeón constituye un testimonio excepcional de la importancia de los navíos para la expansión de la moneda virreinal. En septiembre de 1622, partió desde Cuba hacia España junto con otros barcos, pero un huracán lo sorprendió frente a las costas de Florida, provocando el naufragio del "Atocha". La embarcación se hundió con 265 personas a bordo, de las cuales sólo cinco sobrevivieron: tres marineros y dos esclavos que lograron aferrarse a una parte del barco que no se sumergió. Los esfuerzos de los españoles por recuperar el valioso cargamento fueron en vano, y su localización por siglos, fue un misterio. No fue sino hasta 1985[4] cuando se descubrió el naufragio y comenzó la extracción de su contenido. El caso del "Atocha" es, sin duda, el más renombrado de los trágicos naufragios, en gran parte por la extraordinaria cantidad de objetos de valor histórico y cultural hallados en sus bodegas. Entre los tesoros recuperados se encuentran más de 1.000 lingotes de plata, 125 barras y discos de oro, 100.000 monedas de plata y oro, además de joyas, artículos personales, piezas de orfebrería religiosa y otros objetos. Curiosamente, la carga extraída resultó ser mayor a la registrada en los archivos del galeón.

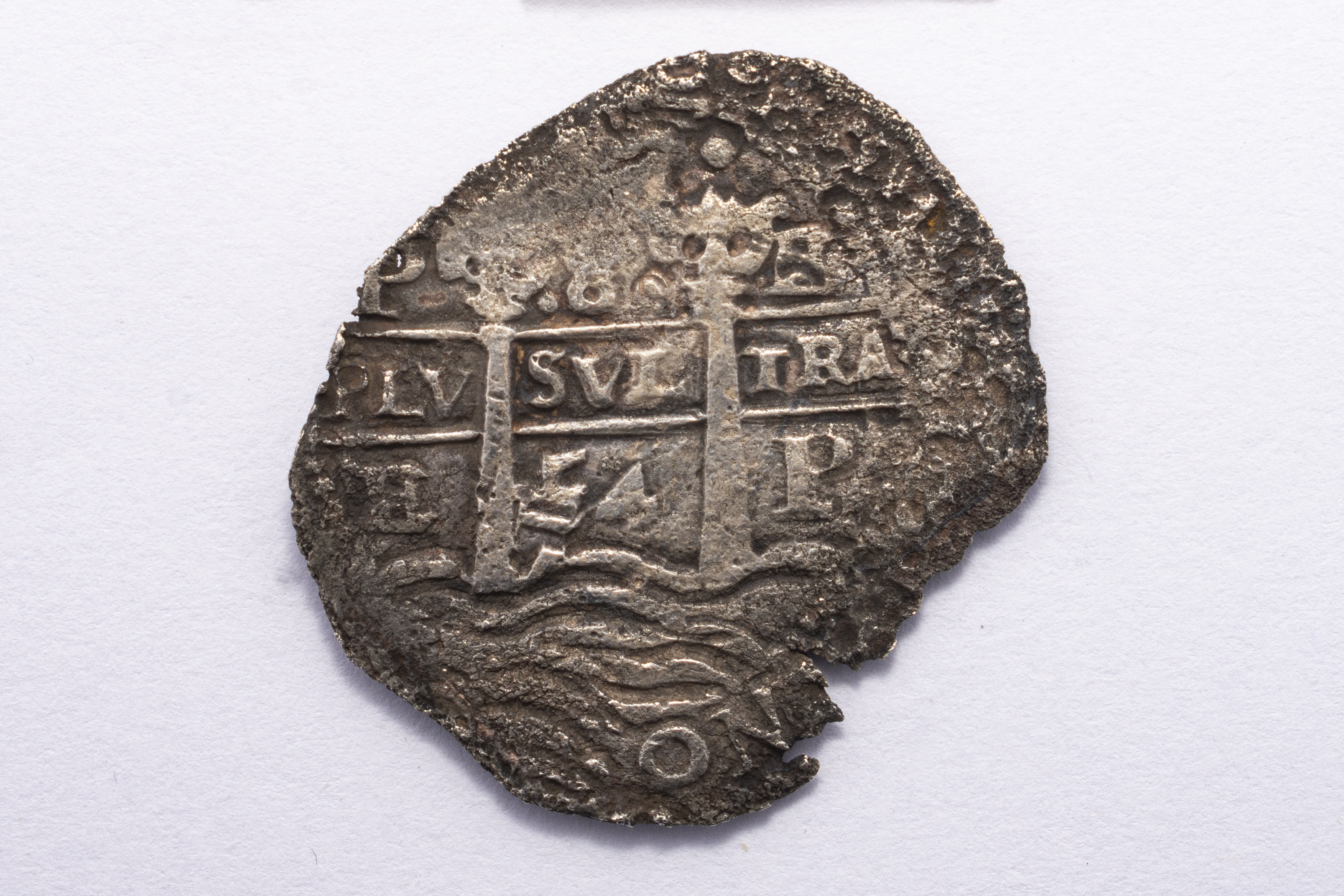
En el Museo Histórico y Numismático Héctor Carlos Janson, en la sala Mariano Lovardo se exhiben monedas y objetos recuperados de naufragios

- En el Museo Histórico y Numismático Héctor Carlos Janson, en la sala Mariano Lovardo se exhiben monedas y objetos recuperados de naufragiosEn 1656, el galeón "Nuestra Señora de las Maravillas" lideraba la flota que regresaba a España en 1656. En la medianoche del 4 de enero, se dio la alarma por riesgo de colisión con un banco de arena. Aunque el "Maravillas" cambió de rumbo de forma abrupta para evitar el accidente, el último barco de la formación no logró maniobrar a tiempo y chocó contra él, provocando un gran agujero debajo de la línea de flotación que inundó rápidamente sus compartimentos. Tras el impacto, el "Maravillas" golpeó un arrecife de coral y se hundió en un fondo arenoso a una profundidad de 10 metros. Aún hoy, las mareas continúan llevando monedas a las playas de la Isla de la Gran Bahama.[5][6]
- Naufragio del barco "Vergulde Draak": esta nave, adquirida en 1653 por la Cámara de Comercio de Ámsterdam para la "Compañía Holandesa de las Indias Orientales", zarpó en enero de 1656 desde el cabo de Buena Esperanza, en África, con destino a Batavia, en Indonesia. A bordo viajaban 198 tripulantes y en sus bodegas transportaban ocho cofres con monedas de plata, además de una valiosa carga de bienes y mercancías. Sin embargo, un error en el cálculo de la longitud y la latitud llevó a la embarcación a mantenerse rumbo al este durante demasiado tiempo, lo que provocó que chocara contra un arrecife en la costa occidental de Australia el 28 de abril de 1656. Solo 75 tripulantes lograron llegar a la costa con vida.[7]
- Naufragio del navío "Hollandia": ocurrió el 13 de julio de 1743. Este barco, construido en Ámsterdam y perteneciente a la "Compañía Holandesa de las Indias Orientales", se hundió tras chocar contra las "Rocas de los Artilleros" en las cercanías de las islas Scilly, Inglaterra. No se registraron sobrevivientes en este trágico incidente.[8]
- El barco portugués "Nuestra Señora de la Luz", autorizado por la corona española para realizar actividades comerciales, partió de Buenos Aires rumbo a Cádiz, haciendo escala previamente en Montevideo. Su carga oficial incluía monedas valoradas en 1.071.000 pesos de la época, de las cuales una sexta parte correspondía a monedas de oro acuñadas en Perú y doblones de cordoncillo provenientes de la nueva fábrica de monedas de Chile. Además, transportaba de forma clandestina 200.000 pesos en monedas no declaradas, ocultas dentro de barriles de pólvora que serían desembarcados ilegalmente en Lisboa. En julio de 1752, el navío estaba anclado frente a Montevideo, listo para continuar su travesía tras recibir provisiones finales de ganado en pie, alimentos, pasajeros y la llegada de su capitán, Felicio Da Fonseca. Sin embargo, un cambio repentino en las condiciones climáticas provocó una violenta tempestad, conocida como “Pampero”, que arrastró al barco y lo hizo naufragar cerca de la playa "La Mulata" en Montevideo. El desastre dejó un saldo de 132 personas fallecidas a bordo.[9]Contenedor cerámico con incrustaciones marinas vidriado a la sal, con decoración incisa bajo relieve alrededor del cuello y glaseado de dos colores. Típica manufactura inglesa destinada a envasar alimentos en salmuera o en aceite. Siglo XIX, Río de la Plata.

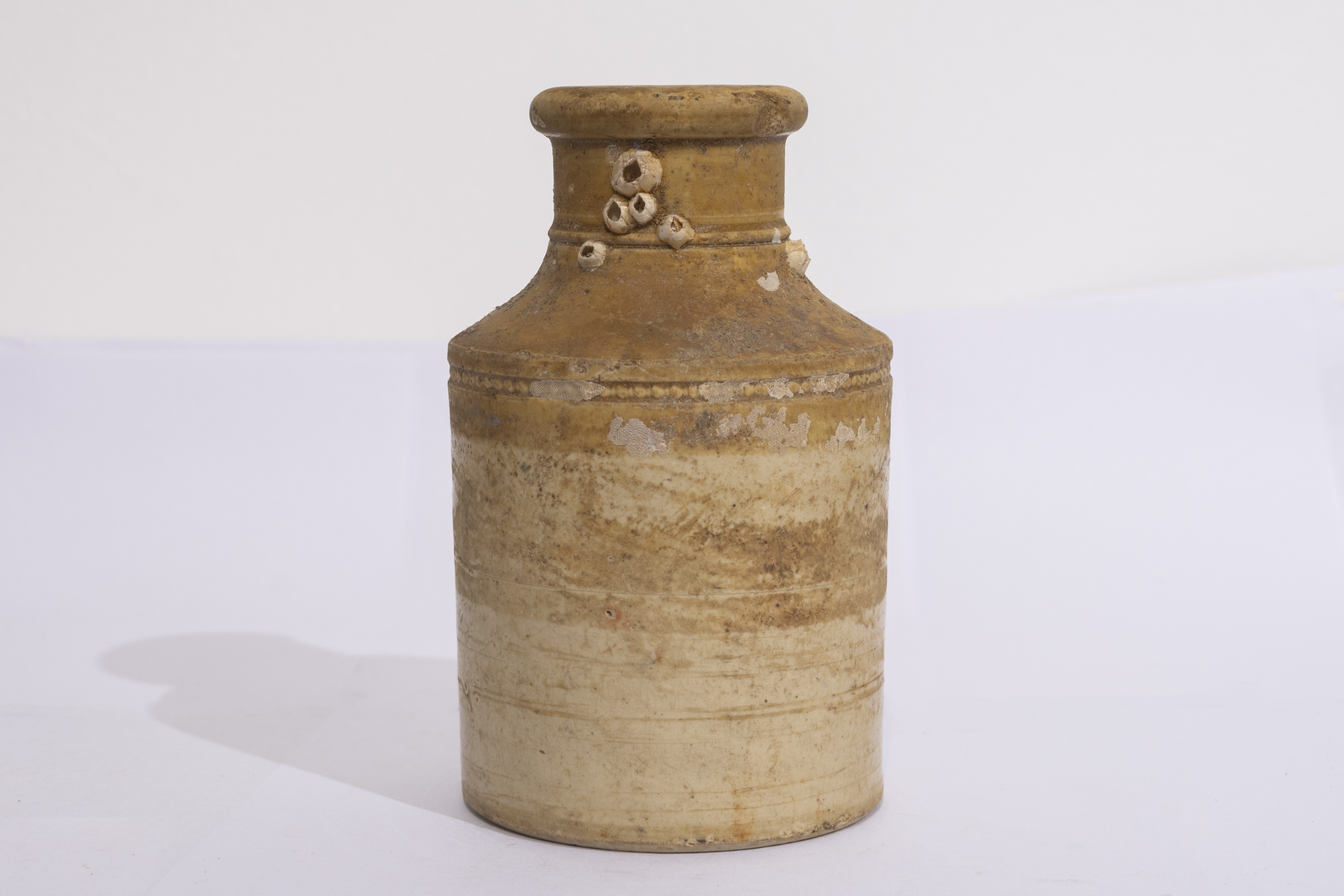
Contenedor cerámico con incrustaciones marinas vidriado a la sal, con decoración incisa bajo relieve alrededor del cuello y glaseado de dos colores. Típica manufactura inglesa destinada a envasar alimentos en salmuera o en aceite., Río de la Plata.

- Naufragio del navío "Rosswijk": perteneciente a la "Compañía Holandesa de las Indias Orientales", esta embarcación fue construida en 1737. En enero de 1740, sufrió un naufragio en el banco de arena conocido como "Goodwin Sands", cerca de Ramsgate, Inglaterra. No se registraron sobrevivientes de este incidente. Entre su cargamento se encontraron monedas de transición acuñadas en México en los años 1733 y 1734. Estas monedas se fabricaban con una máquina de prensa volante, pero los cospeles eran recortados manualmente con tijeras. Los anglosajones las han denominado “klippe type”, término que en español se ha traducido como “tipo clípe”.
- Naufragio del navío “Jesús María de la Limpia Concepción”: conocido popularmente como “La Capitana” fue uno de los galeones más grandes de la época. Esta embarcación fue designada como la capitana de los "Mares del Sur" en referencia al Océano Pacífico. Construida íntegramente en América del Sur, fue botada en 1644 en la isla Puná, en Guayaquil, Ecuador. Según registros oficiales de 1653, transportaba cerca de 3 millones de pesos en plata, expresados en 2212 lingotes, 216 cofres con monedas y 22 piezas de plata labrada. Sin embargo, también se le atribuían grandes cantidades de oro en lingotes y otras mercancías no declaradas. Estas cargas no declaradas provocaban una sobrecarga que complicaba la maniobrabilidad del navío. A pesar de ello, la causa de su naufragio no fue el exceso de peso, sino los errores en las mediciones y cálculos del piloto Miguel Benítez de Alfara, quien dirigió la nave hacia un arrecife. El impacto ocurrió en la madrugada del 27 de octubre de 1654, causando su hundimiento.

### Naufragios famosos
- Uluburun, naufragio de fines de la Edad de Bronce, siglo XIV a.C.
- Cabo Gelidonya, naufragio de fines de la Edad de Bronce, c. 1200 a. C.
- Antikythera c 80-50 a. C., incluye la computadora astronómica, el  Mecanismo de Anticitera.
- Mary Rose, 1545.
- Vasa, 1628 descubierto por Anders Franzén.
- Barco Batavia de la VOC, 1629.
- Barco La Belle del explorador francés La Salle, 1686.
- Barco Amsterdam de la VOC, 1749.
- HMS Pandora, 1791.
- Medusa, 1816.
- Georgiana 1863, el más poderoso crucero confederado, se perdió junto con una carga valuada en un millón de dólares durante su viaje inaugural, Charleston, SC, el naufragio fue descubierto por el Dr. E. Lee Spence en 1966.
- Hunley 1864, primer submarino que hunde un barco, Charleston, SC, el naufragio fue descubierto por  el  Dr. E. Lee Spence en 1970. En 1994 se confirmó independientemente que el naufragio (en la ubicación registrada por Spence en 1974 en el National Park Service) era efectivamente el Hunley, la confirmación la realizó la expedición de 1994/95 NUMA/SCIAA dirigida por el  Dr. Mark M. Newell y financiada por el novelista Clive Cussler.
- RMS Titanic, 1912 descubierto por Dr. Robert Ballard
- Bismarck, 1941 descubierto por Dr. Robert Ballard
- USS Arizona, 1941.
- Barcos antiguos en el mar Báltico  .
- Flota Marina de Alta Mar Alemana en la bahía Gutter en Scapa Flow.
- Truk Lagoon
- Pearl Harbor
- Takashima en una isla frente a la costa japonesa de Kyūshū en el mar oriental de la China.
- Naufragio del Monte Cristi Pipe frente a la costa de Santo Domingo.